# سرگرمی خانگی یونیورسال پیکچرز
سرگرمی خانگی یونیورسال پیکچرز  بخش پخش ویدیوی خانگی استودیوی یونیورسال پیکچرز است که متعلق به ان‌بی‌سی یونیورسال و کامکست است.